# Christian Truchseß von Wetzhausen

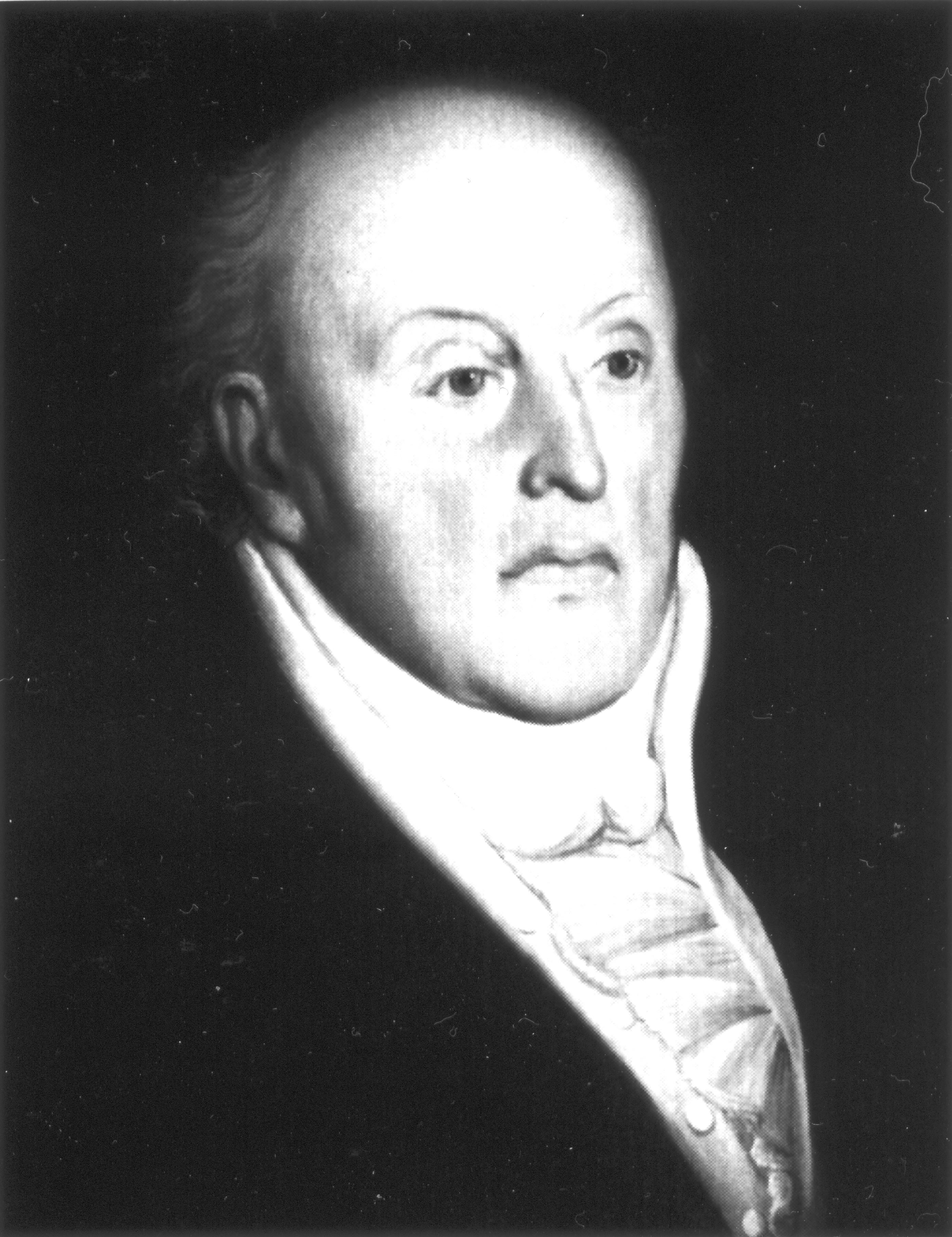
Christian Truchseß von Wetzhausen

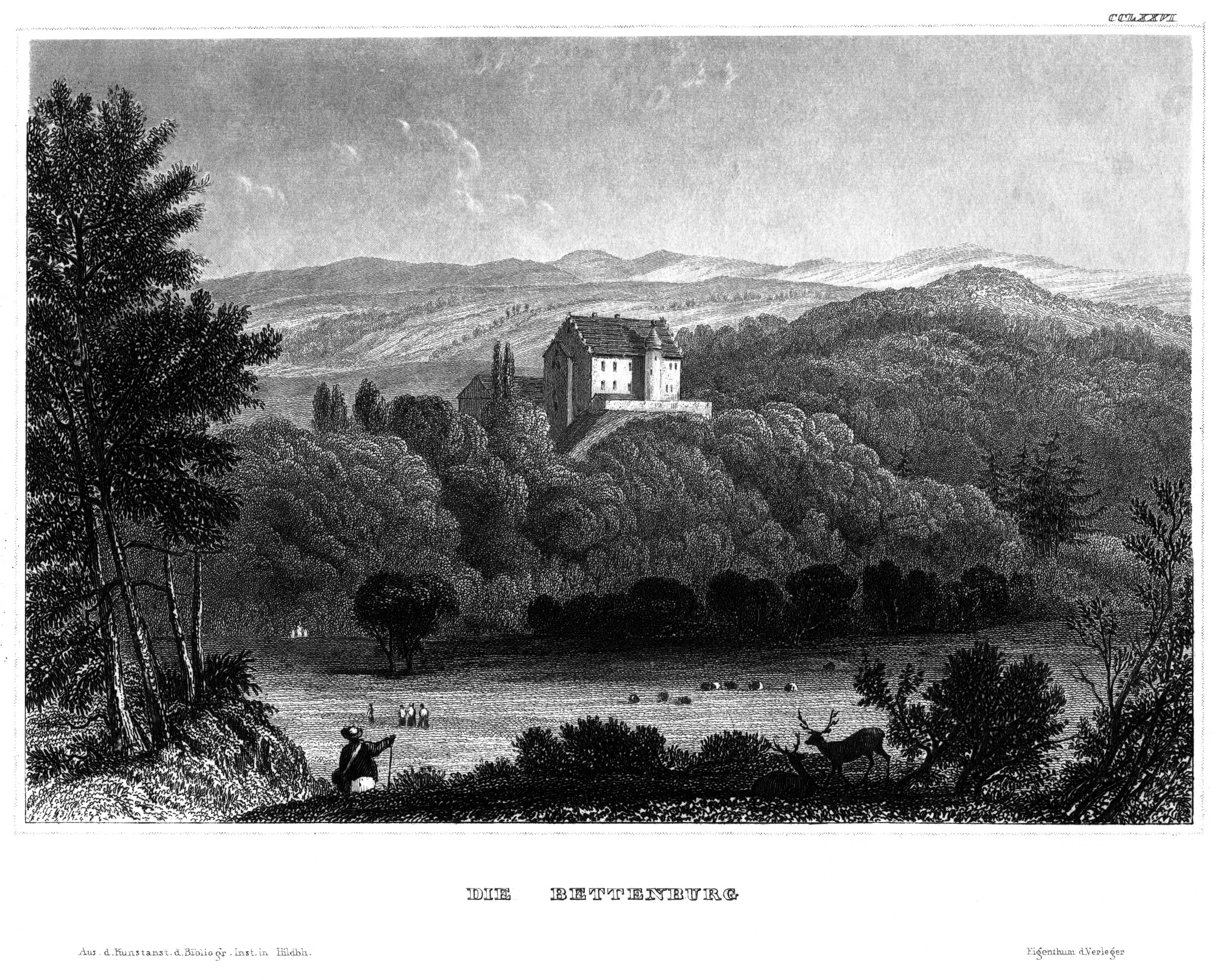
Bettenburg

Christian Truchseß von Wetzhausen zu Bettenburg (* 21. Juni 1755 in Schloss Bundorf; † 19. Februar 1826 auf Schloss Bettenburg) war Major der Hessen-Kassler Garde, bekannter Kirschenzüchter und Initiator der Bettenburger Tafelrunde, zu der sich neben Friedrich Rückert (1788–1866) auch Männer wie Jean Paul (1763–1825), Heinrich Voß d. J. (1779–1822), Friedrich de la Motte Fouqué (1777–1843) und Gustav Schwab (1792–1850) zugehörig fühlten.

## Leben
Christian Truchseß wurde 1755 in Schloss Bundorf geboren. Nach dem frühen Tod seines Vaters ließ ihn die Mutter zusammen mit seinem Bruder Adam Gottlob von Hauslehrern unterrichten. Am 12. Februar 1773 erfolgte die Immatrikulation an der Universität Leipzig. An der Universität trafen sie ihren Vetter Ferdinand Truchseß in Begleitung des Hofmeisters Cramer, des späteren Amtmanns auf der Bettenburg, „der einen bedeutenden Einfluss auf die Veredelung ihrer Sitten, ihrer Geistes- und Herzensbildung ausübte“. In Begleitung des Hofmeisters begaben sich die beiden jungen Freiherren auf die Kavalierstour, die zeitübliche Bildungsreise für junge Leute von Stand. Diese führte sie nach Berlin, Dresden, Prag, nach Wien und durch Ungarn, dann zurück über Regensburg, die Stadt des Immerwährenden Reichstags. Die beiden Junker wurden dabei sowohl dem Preußenkönig Friedrich dem Großen als auch Kaiser Joseph dem II. in Wien vorgestellt.
Während sich der Bruder Adam Gottlob auf die Übernahme des Stammsitzes in Bundorf vorbereitete, trat Christian als Offizier in die landgräfliche Garde zu Kassel ein, wo seine Schwester Charlotte verheiratet war. Als Kürassier-Offizier soll er eine blendende Erscheinung im Regiment gewesen sein. Wegen seiner Aufgeschlossenheit und Gelehrsamkeit war Christian aber auch in gebildeten Kreisen der Residenzstadt ein gern gesehener Gast.

## Pomologe
Christian Truchseß war auch ein bekannter Pomologe. Auf ihn gehen die sogenannten Kirschwochen zurück, die er anhand der Reife der Kirschsorte Früheste der Mark festlegte. Er veröffentlichte auch ein systematisches Werk über Kirschsorten.